# 魏敬中故居
魏敬中故居，是位于中国福建省宁德市周宁县咸村镇樟源村的一个清代古建筑，2016年入选周宁县第四批文物保护单位。
魏敬中故居是清朝道光年间的翰林院編修魏敬中出生、成长、学习的地方，也是他担任《福建通志》总纂后多次回乡生活工作的地方，始建于清朝乾隆年间，深16.22米，宽19.66米，木质砖瓦结构。